# Philaccolilus irianensis
Philaccolilus irianensis är en skalbaggsart som beskrevs av Balke, Larson, Hendrich och Konyorah 2000. Philaccolilus irianensis ingår i släktet Philaccolilus och familjen dykare. Inga underarter finns listade i Catalogue of Life.